# Ширак (футбольний клуб)
Шира́к (вірм. Ֆուտբոլային Ակումբ „Շիրակ“ Գյումրի) — вірменський футбольний клуб з міста Гюмрі. Заснований у 1958 році. Один з найстаріших клубів Вірменії.

## Попередні назви
- 1958—1970: «Ширак» Ленінакан
- 1970—1981: «Олімпія» Ленінакан
- 1981—1991: «Ширак» Ленінакан
- 1991—1992: «Ширак» Кумайрі
- з 1992 — «Ширак» Гюмрі

## Досягнення
- Чемпіон Вірменії (4): 1992, 1994, 1999, 2013.
- Срібний призер чемпіонату Вірменії (7): 1993, 1995/96, 1997, 1998, 2002, 2014, 2016.
- Бронзовий призер чемпіонату Вірменії (4): 2000, 2003, 2015, 2017.
- Володар Кубка Вірменії (2): 2012, 2017.
- Фіналіст Кубка Вірменії (5): 1993, 1994, 1999, 2011, 2013.
- Володар Суперкубка Вірменії (6): 1996, 1999, 2003, 2013, 2017, 2023
- Фіналіст Суперкубка Вірменії (1): 1998

## Виступи в єврокубках
| Сезон   | Змагання        | Раунд | Клуб             | 1-а гра | 2-а гра      | В сукупності |
| ------- | --------------- | ----- | ---------------- | ------- | ------------ | ------------ |
| 1995–96 | Кубок УЄФА      | ПР    | Заглембє         | 0–0     | 0–1          | 0–1          |
| 1996–97 | Кубок УЄФА      | ПР    | Анортосіс        | 0–4     | 2–2          | 2–6          |
| 1998–99 | Кубок УЄФА      | 1КР   | Мальме           | 0–2     | 0–5          | 0–7          |
| 1999–00 | Кубок УЄФА      | 1КР   | ГІК              | 0–2     | 1–0          | 1–2          |
| 2000–01 | Ліга чемпіонів  | 1КР   | БАТЕ             | 1–1     | 1–2          | 2–3          |
| 2001    | Кубок Інтертото | 1Р    | Татабанья        | 3–2     | 1–3          | 4–5          |
| 2002    | Кубок Інтертото | 1Р    | Санта-Клара      | 0–2     | 3–3          | 3–5          |
| 2003–04 | Кубок УЄФА      | КР    | Норшелланн       | 0–4     | 0–2          | 0–6          |
| 2004–05 | Кубок УЄФА      | 1КР   | Тирасполь        | 1–2     | 0–2          | 1–4          |
| 2012–13 | Ліга Європи     | 1КР   | Рудар Плєвля     | 1–0     | 1–1          | 2–1          |
| 2012–13 | Ліга Європи     | 2КР   | Бней-Єгуда       | 0–2     | 0–1          | 0–3          |
| 2013–14 | Ліга чемпіонів  | 1КР   | Тре Пенне        | 3–0     | 0–1          | 3–1          |
| 2013–14 | Ліга чемпіонів  | 2КР   | Партизан         | 1–1     | 0–0          | 1–1          |
| 2014–15 | Ліга Європи     | 1КР   | Шахтар Караганда | 1–2     | 0–4          | 1–6          |
| 2015–16 | Ліга Європи     | 1КР   | Зриньські        | 2–0     | 1–2          | 3–2          |
| 2015–16 | Ліга Європи     | 2КР   | АІК              | 0–2     | 0–2          | 0–4          |
| 2016–17 | Ліга Європи     | 1КР   | Діла             | 0–1     | 1–0 (дод.ч.) | 1–1 (4–1 п)  |
| 2016–17 | Ліга Європи     | 2КР   | Спартак Трнава   | 1–1     | 0–2          | 1–3          |
| 2017–18 | Ліга Європи     | 1КР   | Гориця           | 0–2     | 2–2          | 2–4          |

- Домашні результати позначені жирним шрифтом